# Menstruační kalhotky

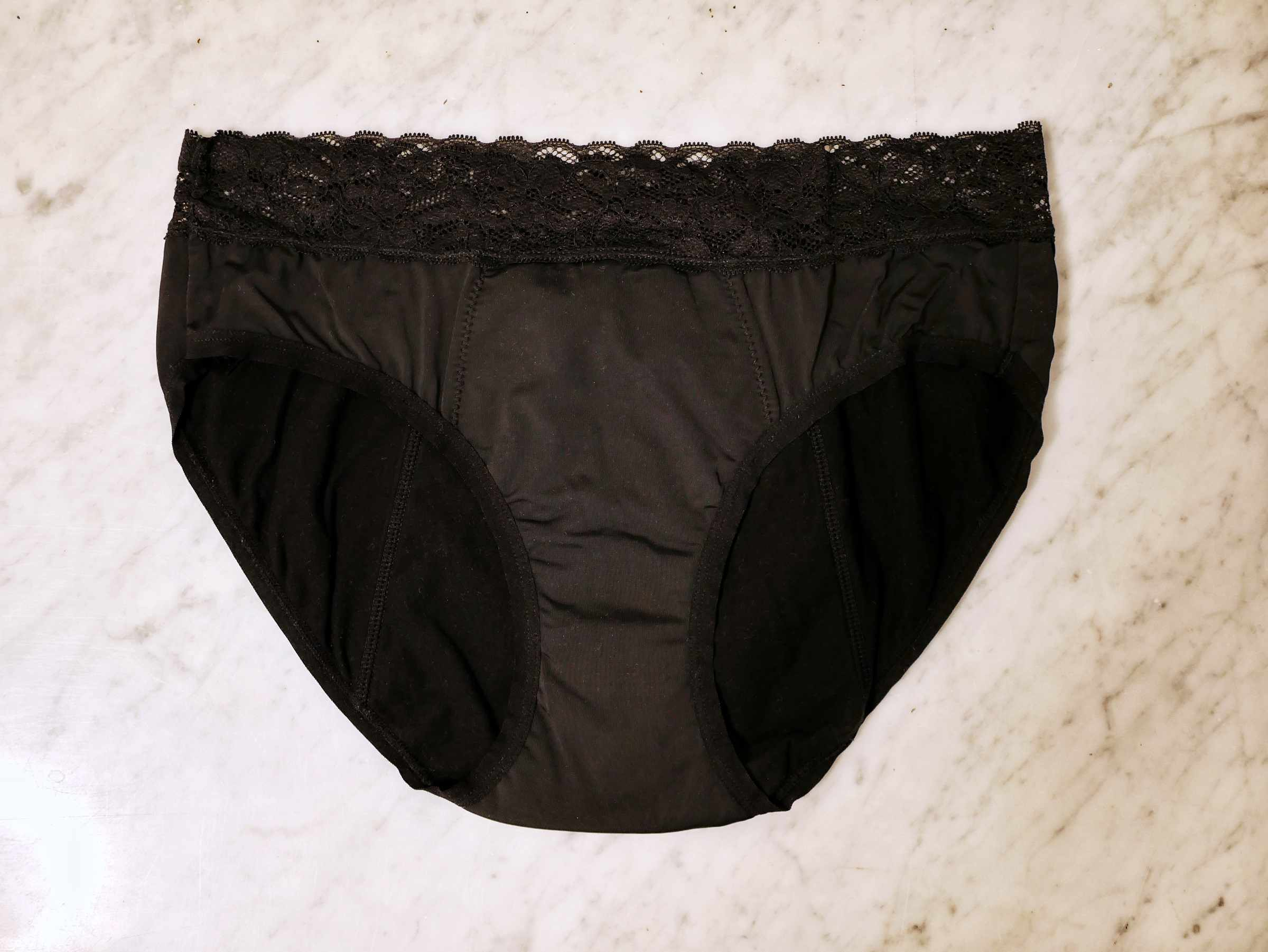
Menstruační kalhotky

Menstruační kalhotky jsou hygienická pomůcka k absorbování menstruačního výtoku a jsou ekologická náhrada pro menstruační vložky a tampony.
Doporučují se vyměňovat jednou za 8–12 hodin. Časopis Time označil menstruační kalhotky za jeden z nejlepších vynálezů roku 2015.